# Segona Batalla de Luçon

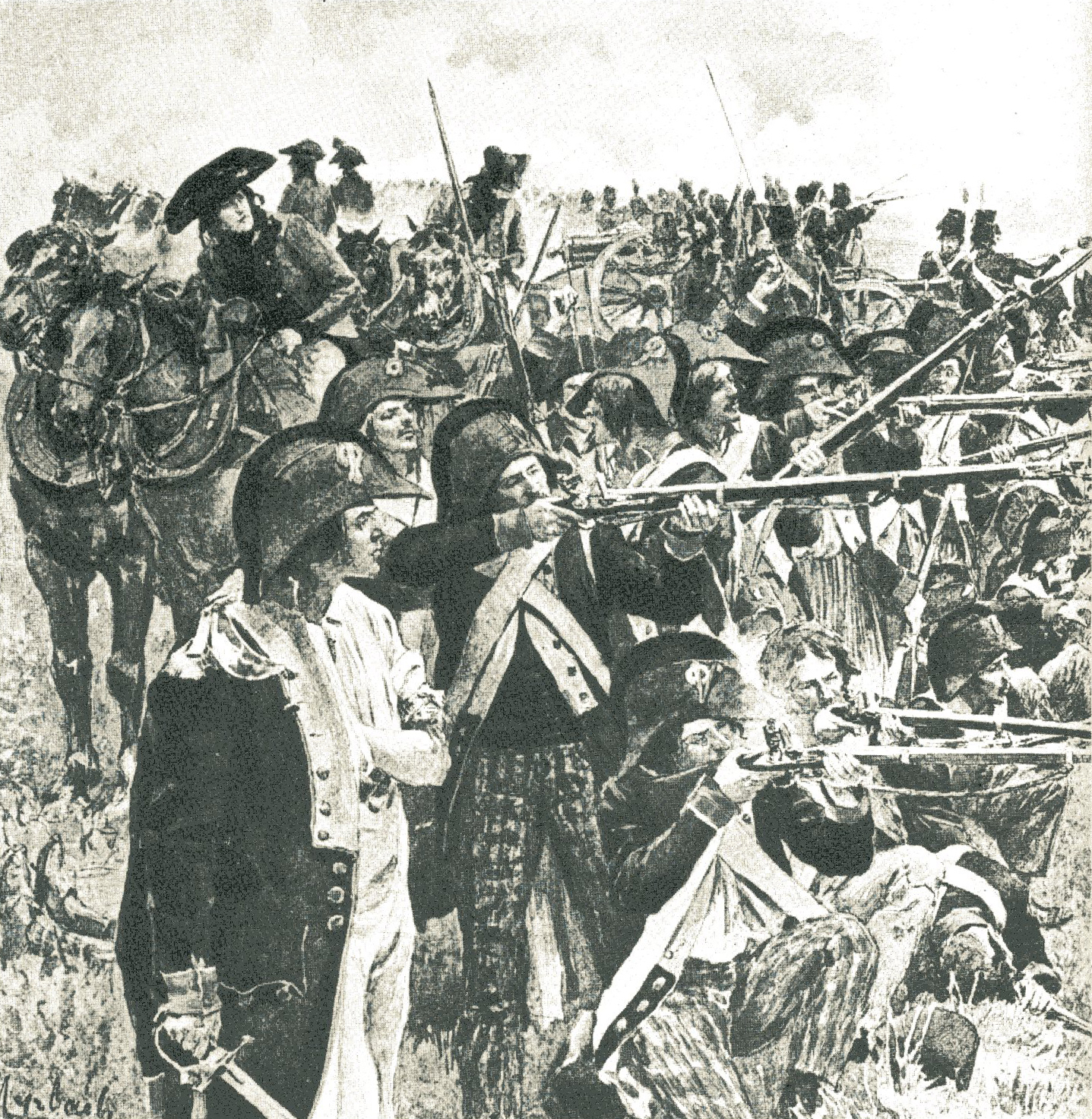
El Batalló de la plaça, infanteria republicana i tiradors en combat, de Felician Myrbach

La segona batalla de Luçon, va tenir lloc el 30 de juliol de 1793 durant la guerra de Vendée. Acaba amb la victòria dels republicans que rebutgen un nou atac de Vendée contra la ciutat de Luçon.

## Preludi
El 25 de juliol de 1793, el general Tuncq, en substitució del general Sandoz a Luçon, va llançar un atac nocturn contra Saint-Philbert-du-Pont-Charrault amb 1.500 homes. L'expedició té èxit i els Vendeans es retiren i un dels seus líders, Louis Sapinaud de la Verrie, és abatut i mort. Els republicans s'apoderen llavors de Chantonnay. No obstant això, Tuncq, a diferència del seu predecessor, es va oposar al saqueig, una mesura que el va fer impopular amb molts dels seus homes.
Charles de Royrand, líder dels Vendeans de l'exèrcit del centre, va tornar a Montaigu amb 1.500 homes, i va escriure a D'Elbée per demanar reforços. El general en cap dels Vendéans, ajudat per Lescure, La Rochejaquelein i Talmont, es va unir a l'exèrcit de Royrand al capdavant de 15.000 homes.
Advertit de la imminent arribada del gran exèrcit catòlic i reial, Tuncq evacua Chantonnay després d'haver-lo incendiat. Per la seva banda, Elbée, decidida a prendre Luçon, surt a la seva persecució i l'aconsegueix a ell davant de la ciutat el 30 de juliol.

## Batalla
Al migdia, la batalla comença a la plana pel foc de l'artilleria de la Vendée que debilita les primeres línies republicanes. Tement que les seves tropes fugissin, Tuncq desplega la seva pròpia artilleria en resposta i ordena a les tropes del flanc esquerre que es retirin. Per la seva banda, els hússars republicans enfronten la cavalleria Vendéana del príncep de Talmont en una lluita indecisa.
No obstant això, en vista de la retirada dels republicans, els vendeans creuen que s'estan redistribuint per treure'ls de la rereguarda. Inexplicablement, el pànic s'estén a les seves files i aviat tot l'exèrcit de la Vendée acaba fugint.
Tuncq llança llavors una contra-càrrega general amb gairebé totes les seves tropes. No obstant això, Talmont, amb els seus genets, va aconseguir contenir l'atac dels hússars i protegir la retirada de l'exèrcit.
Els republicans deploren uns deu morts i 20 ferits i porten les pèrdues de la Vendée a 2.000. Tanmateix, aquesta xifra es contradiu amb els informes de la Vendée que, si no especifiquen el nombre de morts, indiquen haver perdut només "poques persones".